# 卡尔·罗文斯坦
卡尔·罗文斯坦（英語：Karl Loewenstein，1891年11月9日—1973年7月10日），德国哲学家、政治学家，生于慕尼黑，20世纪宪法学知名学者，早年先后在索邦大学、海德堡大学、柏林大学和慕尼黑大学，1933年希特勒上台后移民美国，先后在耶鲁大学和阿默斯特学院任教。罗文斯坦提出了“战斗性民主”的概念。著作包括《政治权力和政府过程》、《現代憲法論》等。